# Harry Shearer
Harry Julius Shearer  (Los Angeles, 23 de dezembro de 1943) é um dos dubladores em inglês da série Os Simpsons, que faz a voz de Montgomery Burns, Waylon Smithers, Ned Flanders, Seymour Skinner, Reverendo Timothy Lovejoy, Dr. Julius Hibbert, Jasper Beardley, Lenny Leonard, Policial Eddie, Rainier Wolfcastle a.k.a. McBain, Coçadinha, Dr. Marvin Monroe, Kang, Kent Brockman, Deus, Sanjay Nahasapeemapetilon, Sr. Prince (Pai de Martin), Jebediah Springfield, e outros.

## Filmografia

### Filmes
| Ano  | Filmes                                               | Personagem                                                                                               |
| ---- | ---------------------------------------------------- | --- |
| 1953 | Abbott and Costello Go to Mars                       | Garoto                                                                                                   |
| 1953 | The Robe                                             | David |
| 1977 | American Raspberry                                   | Trucker's friend                                                                                         |
| 1977 | Star Wars                                            | Khurgee and Dex Tiree (voz)                                                                              |
| 1977 | Cracking Up                                          | |
| 1979 | Real Life                                            | Pete |
| 1979 | The Concorde ... Airport '79                         | Jeffrey Marx (voz)                                                                                       |
| 1979 | The Fish That Saved Pittsburgh                       | Murray Sports                                                                                            |
| 1980 | Loose Shoes                                          | Narrador (voz)                                                                                           |
| 1980 | One Trick Pony                                       | Bernie Wepner                                                                                            |
| 1983 | The Right Stuff                                      | NASA Recrutador                                                                                          |
| 1984 | This Is Spinal Tap                                   | Derek Smalls                                                                                             |
| 1987 | Flicks                                               | Narrador (voz)                                                                                           |
| 1988 | Plain Clothes                                        | Simon Feck                                                                                               |
| 1988 | My Stepmother Is an Alien                            | Carl Sagan (voz)                                                                                         |
| 1990 | Marilyn Hotchkiss' Ballroom Dancing and Charm School | (voz) |
| 1991 | Blood and Concrete                                   | Sammy Rhodes                                                                                             |
| 1991 | Oscar                                                | Guido Finucci                                                                                            |
| 1991 | Pure Luck                                            | Monosoff                                                                                                 |
| 1991 | The Fisher King                                      | Ben Starr                                                                                                |
| 1992 | A League of Their Own                                | (voz) |
| 1993 | Wayne's World 2                                      | Handsome Dan                                                                                             |
| 1994 | I'll Do Anything                                     | |
| 1994 | Little Giants                                        | (voz) |
| 1994 | Speechless                                           | Chuck |
| 1997 | My Best Friend's Wedding                             | Jonathan P.F. Ritt                                                                                       |
| 1997 | Waiting for Guffman                                  | N/A |
| 1998 | Godzilla                                             | Charles Caiman                                                                                           |
| 1998 | Almost Heroes                                        | Narrador (voz)                                                                                           |
| 1998 | The Truman Show                                      | Mike Michaelson                                                                                          |
| 1998 | Small Soldiers                                       | Punch-It (voz)                                                                                           |
| 1999 | EDtv                                                 | Moderator                                                                                                |
| 1999 | Encounter in the Third Dimension                     | (voz) |
| 1999 | Dick                                                 | G. Gordon Liddy                                                                                          |
| 2000 | Catching Up with Marty DiBergi                       | Derek Smalls                                                                                             |
| 2000 | Edwurd Fudwupper Fibbed Big                          | Additional voice                                                                                         |
| 2001 | Haiku Tunnel                                         | Orientation leader                                                                                       |
| 2001 | Out There                                            | Dr. Gerard                                                                                               |
| 2001 | Haunted Castle                                       | - Mr. D - Mephisto                                                                                       |
| 2002 | Teddy Bears' Picnic                                  | Joey Lavin                                                                                               |
| 2003 | A Mighty Wind                                        | Mark Shubb                                                                                               |
| 2005 | Marilyn Hotchkiss' Ballroom Dancing and Charm School | (voz) |
| 2005 | Chicken Little                                       | (voz) |
| 2006 | For Your Consideration                               | Victor Allan Miller                                                                                      |
| 2007 | A Couple of White Chicks at the Hairdresser          | Marc Gavin                                                                                               |
| 2007 | The Simpsons Movie                                   | Mr. Burns, Smithers, Ned Flanders, Reverend Lovejoy, Lenny, Seymour Skinner, Kent Brockman, Dr. Hibbert. |
| 2010 | The Big Uneasy                                       | (voz) |
| 2011 | Flood Streets                                        | Dr. Keeley                                                                                               |
| 2015 | Love & Taxes                                         | Sean Boykin/Agent                                                                                        |
| 2016 | Mascots                                              | (voz) |
| 2017 | Father Figures                                       | Gene Baxter                                                                                              |
| 2019 | Easy Does It                                         | (voz) |

### Televisão
| Ano              | Série                                             | Papel |
| ---------------- | ------------------------------------------------- | --- |
| 1953, 1955       | The Jack Benny Program                            | Jack Benny, com uma criança |
| 1955             | The Donald O'Connor Show                          | Ele mesmo |
| 1955             | It's a Great Life                                 | Terry |
| 1955             | Death Valley Days                                 | |
| 1956             | Private Secretary                                 | Chuckie Wills, shoeshine boy |
| 1957             | General Electric Theater                          | Timmy |
| 1957             | Leave It to Beaver                                | Frankie Bennett |
| 1957             | Alfred Hitchcock Presents                         | Garoto de rua |
| 1976             | Serpico                                           | Hippy |
| 1976–82          | Laverne & Shirley                                 | |
| 1977             | Fernwood 2 Night                                  | |
| 1978             | America 2-Night                                   | |
| 1979             | Stockard Channing in Just Friends                 | Saul |
| 1979             | The T.V. Show                                     | |
| 1979–80, 1984–85 | Saturday Night Live                               | |
| 1980             | Animalympics                                      | Keen Hacksaw/Burnt Woody/Mark Spritz (voz)                                                                                                   |
| 1981             | Likely Stories, Vol. 1                            | |
| 1982             | Million Dollar Infield                            | Jack Savage |
| 1985             | The History of White People in America            | Rabbi |
| 1986             | Viva Shaf Vegas                                   | Rabbi |
| 1986             | The History of White People in America: Volume II | Rabbi |
| 1986             | Spitting Image: Down And Out In The White House   | |
| 1986             | ALF                                               | Larry / Presidente (voz) |
| 1987             | Spitting Image: The Ronnie and Nancy Show         | |
| 1987             | Down and Out with Donald Duck                     | |
| 1988             | Portrait of a White Marriage                      | |
| 1988             | Miami Vice                                        | FBI Agente Timothy Anderson |
| 1988             | Merrill Markoe's Guide to Glamorous Living        | |
| 1989–present     | The Simpsons                                      | Ned Flanders, Charles Montgomery Burns, Julius Hibbert (1990–2020), Waylon Smithers, Principal Skinner, Reverend Lovejoy, outros personagens |
| 1990             | The Golden Girls                                  | George H. W. Bush (voz) |
| 1990             | Hometown Boy Makes Good                           | (voz) |
| 1990             | Murphy Brown                                      | Chris Bishop |
| 1991             | Sunday Best                                       | |
| 1993             | Dream On                                          | Steve |
| 1993             | L.A. Law                                          | Gordon Huyck |
| 1993             | Animaniacs                                        | Ned Flat (voz) |
| 1994             | Ellen                                             | Ted |
| 1995             | Sliders                                           | Radio DJ (voz) |
| 1995             | Friends                                           | Dr. Baldharan |
| 1995             | The Show Formerly Known as the Martin Short Show  | Mr. Blackwell |
| 1995             | Frontline                                         | Larry Hadges |
| 1996             | State of the Union: Undressed                     | Newt Gingrich |
| 1996             | Chicago Hope                                      | Nowhere man |
| 1997             | Tracey Takes On...                                | Ronald Littleman |
| 1997             | ER                                                | John Smythe |
| 1997             | The Visitor                                       | Louis Faraday |
| 1998             | George & Leo                                      | |
| 1999             | Seven Days                                        | Walter Landis |
| 1999             | Just Shoot Me!                                    | Larry Fenwick |
| 1999–2001        | Jack & Jill                                       | Dr. Wilfred Madison |
| 2000–01          | Dawson's Creek                                    | Diretor Peskin |
| 2001             | That's Life                                       | Dean |
| 2002             | The Agency                                        | O Presidente |
| 2003             | MADtv                                             | Mark Shubb |
| 2007–09          | Wow! Wow! Wubbzy!                                 | Mayor Whoozle (voz) |
| 2012             | Nixon's the One                                   | Richard Nixon |
| 2014             | Outnumbered                                       | Mr Johnson |
| 2019             | Paul Shaffer Plus One                             | Derek Smalls |
| 2020             | The Salon                                         | Marc Gavin/Marc |

### Video games
| Ano  | Game                        | Papel              |
| ---- | --------------------------- | ------------------ |
| 1996 | Blazing Dragons             | Dr. Zigmond Fraud  |
| 1996 | The Simpsons Cartoon Studio | Vários personagens |
| 1997 | Virtual Springfield         | Vários personagens |
| 2001 | The Simpsons Wrestling      | Vários personagens |
| 2001 | The Simpsons: Road Rage     | Vários personagens |
| 2002 | The Simpsons Skateboarding  | Vários personagens |
| 2003 | The Simpsons: Hit & Run     | Vários personagens |
| 2005 | Chicken Little              |                    |
| 2007 | The Simpsons Game           | Vários personagens |
| 2012 | The Simpsons: Tapped Out    | Vários personagens |

### Web
| Ano  | Filme                    | Papel     | Notas           |
| ---- | ------------------------ | --------- | --------------- |
| 2011 | Kevin Pollak's Chat Show | Ele mesmo | Episódio: "125" |

### Vídeo musical
| Ano  | Música           | Papel           | Artista          |
| ---- | ---------------- | --------------- | ---------------- |
| 1990 | "Do the Bartman" | Seymour Skinner | Nancy Cartwright |